# Christian Rakovski

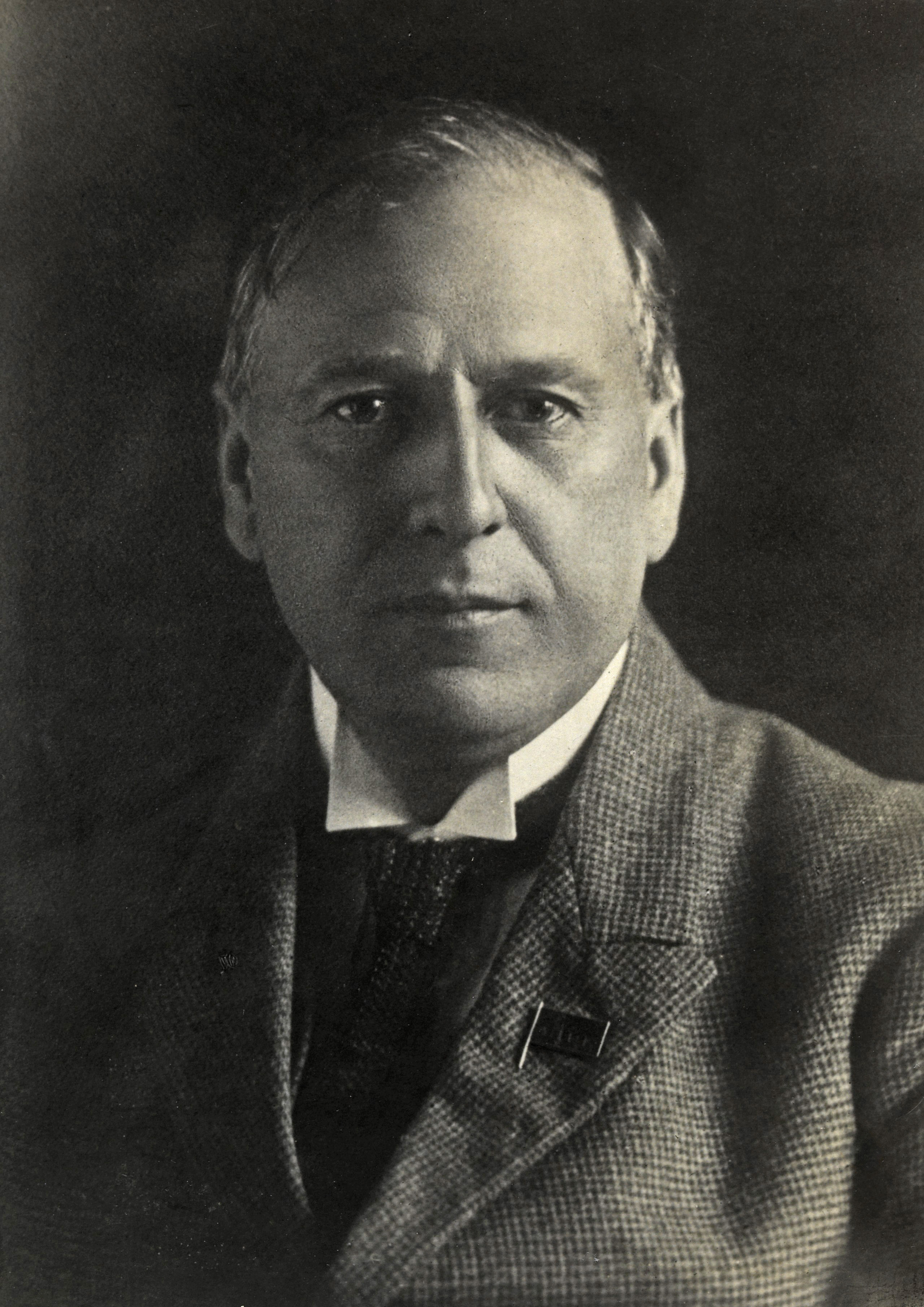
Christian Rakovski

Christian Georgevitsj Rakovski (Russisch: Кристиян Георгиевич Раковски; Bulgaars: Кръстьо Раковски, Krastjo Rakowski) (Gradets, Bulgarije, 13 augustus 1873 – nabij Orjol, 11 september 1941) was een Bulgaars sociaal-revolutionair en een bolsjewistisch politicus en Sovjet-diplomaat.

## Leven
Rakovski groeide meertalig op in een welvarende Bulgaarse familie, studeerde medicijnen in Genève en later rechten in Parijs. In Genève leerde hij vooraanstaande marxisten kennen als Georgi Plechanov en Rosa Luxemburg. Hij ging artikelen schrijven voor de internationale revolutionaire pers, vertegenwoordigde Bulgarije op grote socialistische congressen en was van 1903 tot 1917 lid van de Russische Sociaaldemocratische Arbeiderspartij, zonder ooit echt te kiezen tussen de mensjewieken en de bolsjewieken. Hij woonde in die periode in tal van Europese landen en groeide uit tot een van de meest vooraanstaande personen in de revolutionaire kringen van die tijd.

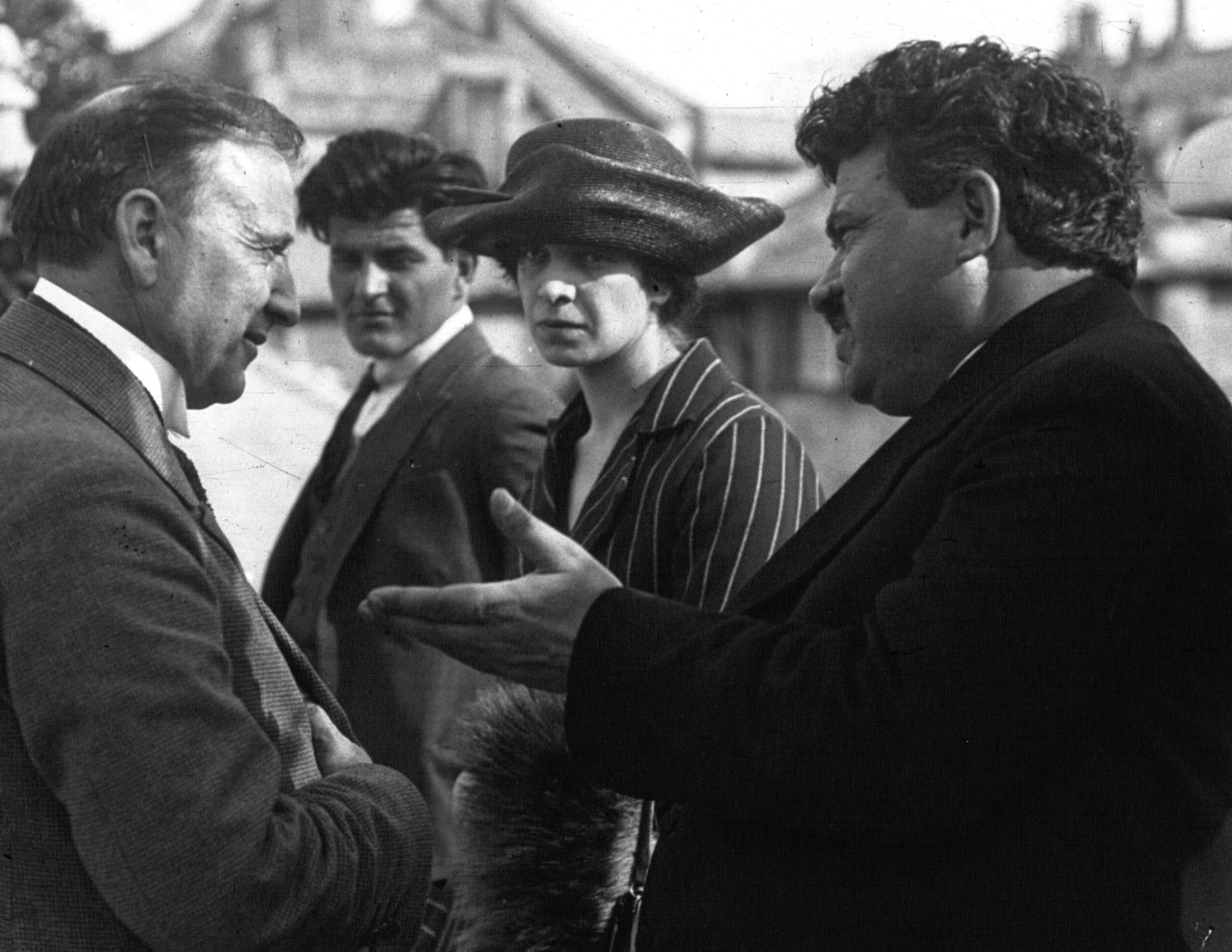
Rakovski (l) met Stambolijski, Genua, 1922

Ten tijde van de Februarirevolutie (1917) trok Rakovski naar Rusland. Na de Oktoberrevolutie kwam hij via zijn vroegere contacten snel in politieke functies terecht, werd als Bolsjewistisch gezant naar Stavropol en Odessa gestuurd, speelde een vooraanstaande rol in de totstandkoming van de eerste Oekraïense Socialistische Sovjetrepubliek en in de Oekraïense Militaire Raad tijdens de Russische Burgeroorlog. Ook nam hij deel aan de voorbereidingen van de Vrede van Brest-Litovsk, samen met Lev Trotski.
Nadat Rakovski zich had aangesloten bij de Linkse Oppositie van Trotski haalde Stalin hem in 1923 al weg uit Oekraïne en werd hij van 1925 tot 1927 Sovjet-ambassadeur in Parijs. Na de val van Trotski in 1927 werd hij uit de partij gestoten en verbannen naar Astrachan, later naar Barnaoel. In 1933 kwam hij weer vrij, werd in 1934 ambassadeur in Japan en in 1935 weer in de partij opgenomen. In 1936 werd hij echter opnieuw gearresteerd vanwege vermeend lidmaatschap van een terroristische Trotskistische organisatie. Tijdens het derde Moskouse showproces in 1938 werd hij na een gedwongen bekentenis veroordeeld. Anders dan de meeste aangeklaagden kreeg hij niet de doodstraf maar 20 jaar dwangarbeid, wellicht omdat hij Nikolaj Krestinski, die op enig moment niet aan het spektakel wilde meewerken, rechtstreeks had beschuldigd. Na de Duitse intocht in de Sovjet-Unie, in 1941, werd Rakovski uiteindelijk toch door de NKVD doodgeschoten, samen met 150 anderen, onder wie Maria Spiridonova en de vrouw van Lev Kamenev Olga.
Rakovski werd in 1988 gerehabiliteerd, tijdens de perestrojka.

## Weblinks
- (en) Rakovski archief
- (en) Biografie

- Bibliothèque nationale de France: cb13736937p (data)
- Gemeinsame Normdatei: 119090538
- Historisch woordenboek van Zwitserland: 042946
- International Standard Name Identifier: 0000 0001 2140 3720
- Library of Congress Control Number: n82066374
- Nationale Bibliotheek van Letland: 000205541
- Nationale Bibliotheek van Tsjechië: skuk0004723
- Nationale Bibliotheek van Israël: 987007277858905171
- Nationale Bibliotheek van Polen: a0000003155263
- Nederlandse Thesaurus van Auteursnamen: 071231188
- Istituto Centrale per il Catalogo Unico: LO1V046684
- LIBRIS: 85944
- SNAC: w6dr53zt
- Système universitaire de documentation: 033236461
- Virtual International Authority File: 76492176
- WorldCat: E39PBJxMjyJWMKy3t33r9rgqcP